# چگالی‌شیب

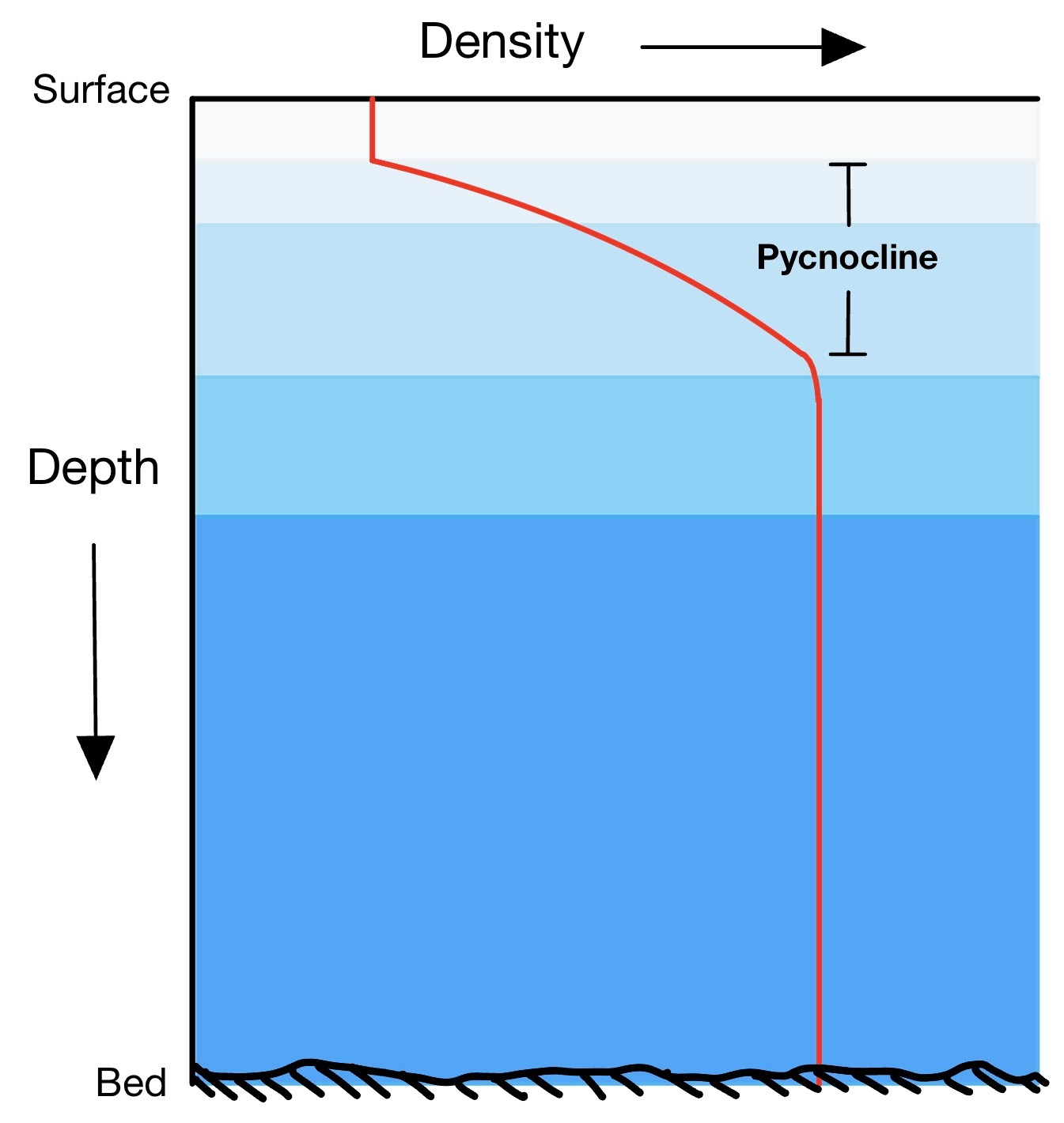
محل قرارگیری چگالی‌شیب (Pycnocline) در آب دریا

چگالی‌شیب (انگلیسی: Pycnocline) لایه‌ای از آب دریا یا اقیانوس است که در این لایه، گرادیان یا شیب چگالی در پهنه آبی به بیشترین مقدار می‌رسد. یک جریان اقیانوسی توسط نیروهایی مانند شکستن امواج، تفاوت دما و شوری آب، باد، اثر کوریولیس و جزر و مد ناشی از کشش گرانشی اجرام آسمانی ایجاد می‌شود. همچنین خواص فیزیکی در یک چگالی‌شیب که توسط گرادیان چگالی هدایت می‌شود نیز بر جریان‌ها و نیمرخ‌های عمودی در اقیانوس تأثیر می‌گذارد. این تغییرات می‌تواند به انتقال گرما، نمک و مواد مغذی از طریق اقیانوس مرتبط باشد و همچنین پراکندگی چگالی‌شیب، بالا آمدن آب را کنترل می‌کند.
در زیر لایه مخلوط، یک چگالی‌شیب پایدار، لایه‌های بالا و پایین آب را جدا می‌کند و مانع از جابه‌جایی عمودی می‌شود. این جدایی اثرات زیستی مهمی بر اقیانوس و موجودات زنده دریایی دارد. اختلاط عمودی در طول یک چگالی‌شیب پدیده‌ای منظم در اقیانوس‌ها است و از طریق آشفتگی ناشی از برش اتفاق می‌افتد. چنین اختلاطی نقشی کلیدی در انتقال مواد مغذی دارد.